# Isfossnipa
Isfossnipa är en bergstopp i Antarktis. Den ligger i Östantarktis. Norge gör anspråk på området. Toppen på Isfossnipa är 2 253 meter över havet, eller 116 meter över den omgivande terrängen. Bredden vid basen är 0,52 km.
Terrängen runt Isfossnipa är kuperad åt nordväst, men åt sydost är den platt. Trakten är obefolkad. Det finns inga samhällen i närheten.